# Kenamun
Kenamun war ein hoher Beamter in der Zeit der altägyptischen 18. Dynastie unter König (Pharao) Amenophis II. Er war unter anderem Rindervorsteher und Obervermögensverwalter von Perunefer und verwaltete damit die königlichen Domänen in Unterägypten. Der Standort von Perunefer ist in der Forschung umstritten. Der Ort lag im Delta oder war Teil von Memphis.

## Belege
Kenamun ist vor allem wegen seines prächtig ausgemalten Grabes (TT93) in Theben-West (Scheich Abd el-Qurna) bekannt. Dort ist unter anderem seine Mutter Amenemipet dargestellt, wie sie auf ihrem Schoß Amenophis II. trägt, dessen Amme sie war. Der Name von Kenamuns Vater ist im Grab nicht mehr lesbar.
Die Annahme von Frauke Pumpenmeier, wonach es sich bei Kenamun um den Obervermögensverwalter Amenhotep handelt, der unter Hatschepsut im Amt war, ist strittig. Über Kenamuns Familie ist nicht viel bekannt. Seine Gemahlin hieß Tadedetes. In seinem Grab sind der Bürgermeister von This (Name nicht erhalten) und der dritte Amunspriester Kaemheriibsen dargestellt. Wolfgang Helck vermutet, dass es sich um Brüder Kenamuns handelte.

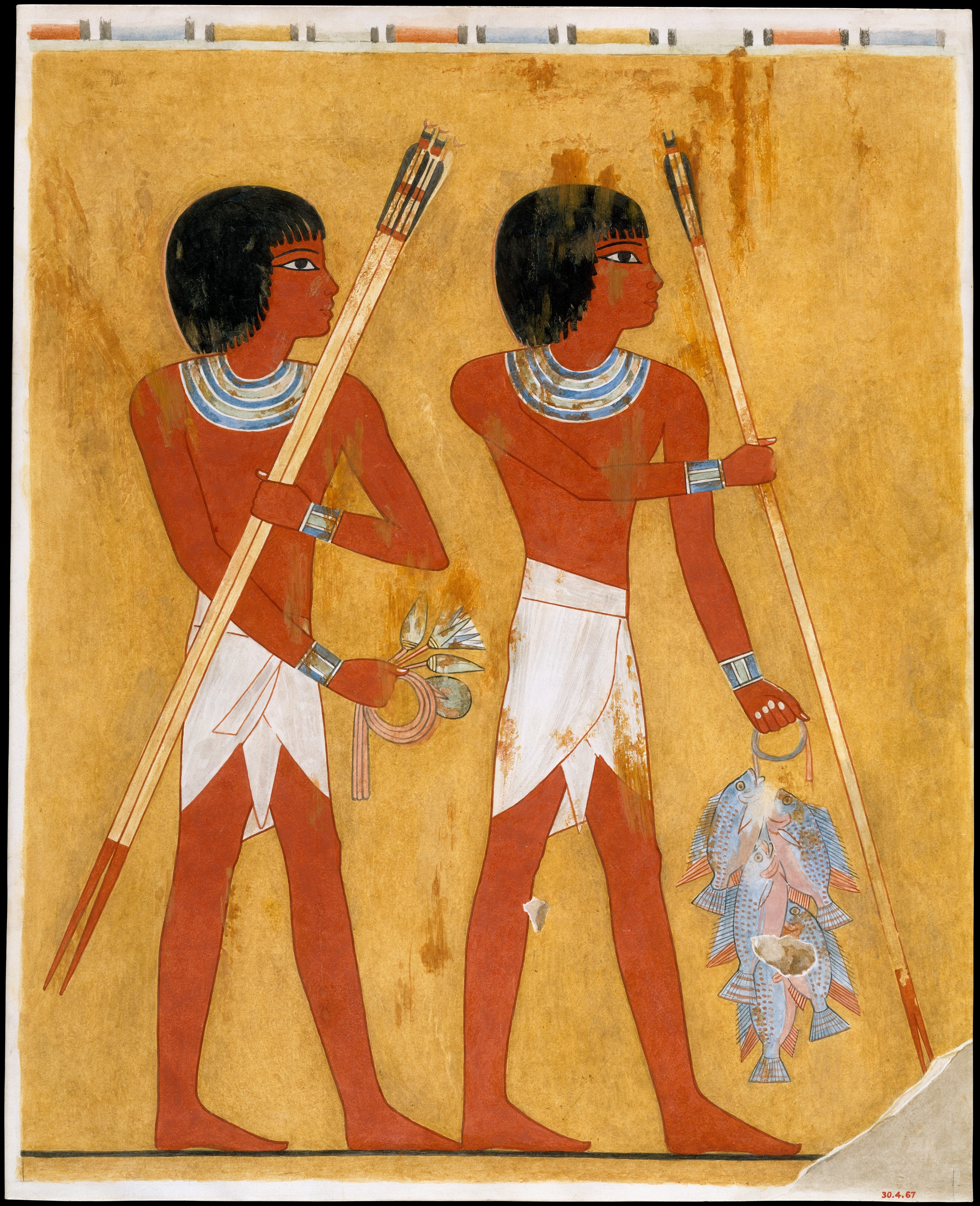
Wandmalerei aus Kenamuns Grab, Metropolitan Museum of Art, New York City (Inventarnummer 30.4.67)
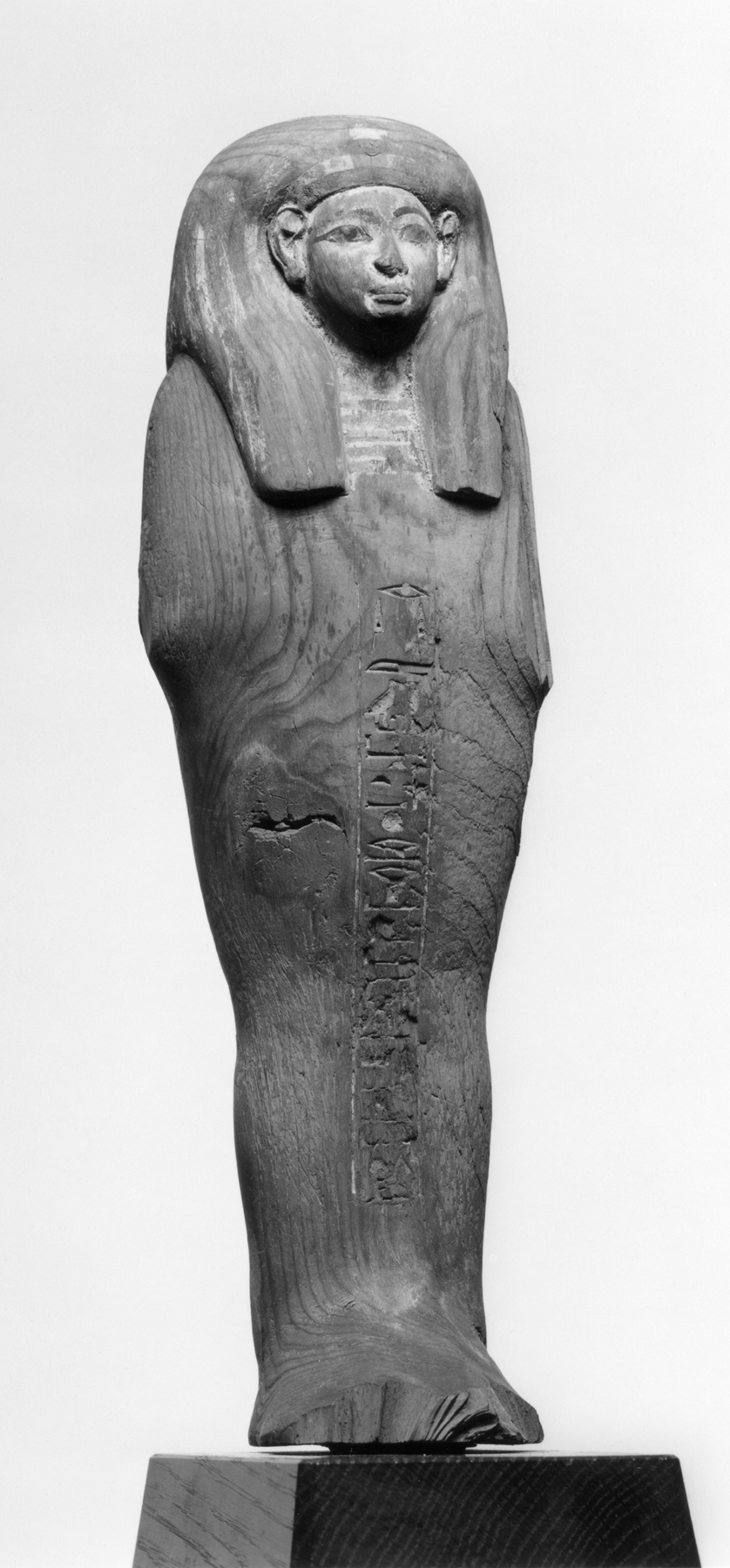
Uschebti des Kenamun; Walters Art Museum, Baltimore (Inventarnummer 22.194)

Aus diversen Quellen ist bekannt, dass Amenophis II. viele Beamte in hohe Positionen setzte, die er schon von Kindestagen her kannte. Kenamun war offensichtlich auch einer dieser Beamten. In Abydos fanden sich eine Gruppe von Uschebtis mit seinem Namen und ein Modellsarg, auf dessen Innenseite sich eine autobiographische Inschrift befindet. Demnach wurde er vom König in sein Amt gesetzt und mehrmals vom Herrscher belohnt. Er scheint seine Karriere im Militär begonnen zu haben, begleitete den König auf Feldzügen nach Asien und rühmte sich, Wagen und 50 Pferde geschenkt bekommen zu haben. Sein Grab ist schon in der Antike bewusst zerstört worden. Es scheint, dass Kenamun irgendwann in Ungnade fiel.
Ein Sarg, der sich heute im Archäologischen Nationalmuseum Florenz (Inventarnummer 9477) befindet, gehörte vielleicht ihm.